# Idris appangalus
Idris appangalus är en stekelart som beskrevs av Durgadas Mukerjee 1981. Idris appangalus ingår i släktet Idris och familjen Scelionidae. Inga underarter finns listade i Catalogue of Life.